# Moleta de la Curra
La Moleta de la Curra és una muntanya de 306 metres que es troba al municipi d'Ulldecona, a la comarca del Montsià.